# Petras Klimas
Petras Klimas (Kušliškiai, 23 de febrer de 1891 - Kaunas, 16 de gener de 1969) va ser un diplomàtic, escriptor i historiador lituà diplomat i un dels 20 signataris de la Declaració d'Independència de Lituània. Es troba enterrat al cementiri Petrašiūnai.